# Liste der Biografien/Sov
Liste der Biografien |
Portal Biografien |
Personensuche
# |
A |
B |
C |
D |
E |
F |
G |
H |
I |
J |
K |
L |
M |
N |
O |
P |
Q |
R |
S |
T |
U |
V |
W |
X |
Y |
Z |
?
 
Sa |
Sb |
Sc |
Sd |
Se |
Sf |
Sg |
Sh |
Si |
Sj |
Sk |
Sl |
Sm |
Sn |
So |
Sp |
Sq |
Sr |
Ss |
St |
Su |
Sv |
Sw |
Sy |
Sz
 
Soa |
Sob |
Soc |
Sod |
Soe |
Sof |
Sog |
Soh |
Soi |
Soj |
Sok |
Sol |
Som |
Son |
Soo |
Sop |
Sor |
Sos |
Sot |
Sou |
Sov |
Sow |
Sox |
Soy |
Soz
Die Liste der Biografien führt alle Personen auf, die in der deutschsprachigen Wikipedia einen Artikel haben. Dieses ist eine Teilliste mit 19 Einträgen von Personen, deren Namen mit den Buchstaben „Sov“ beginnt.

## Sov

### Sova
- Sova, Antonín (1864–1928), tschechoslowakischer Dichter und Schriftsteller
- Șova, Dan (* 1973), rumänischer Politiker (Partidul Social Democrat)
- Șova, Liuba (* 1970), moldauische Juristin und Verfassungsrichterin
- Sovák, Jiří (1920–2000), tschechischer Schauspieler
- Sovak, Pravoslav (1926–2022), Schweizer Bildender Künstler
- Sováková, Aneta (* 2002), tschechische Fußballspielerin
- Sovaleni, Siaosi (* 1970), tongaischer Politiker

### Sove
- Sövenbröder, Enevold († 1504), Hofmeister des Herzogs Friedrich I. (Dänemark und Norwegen)
- Soveral, Laura (1933–2018), portugiesische Schauspielerin
- Soveral, Pedro Manuel do, portugiesischer Schriftsteller
- Soverall, Sadie (* 2002), britische Schauspielerin
- Soverel, Sam (* 1990), US-amerikanischer Pokerspieler

### Sovi
- Sović, Koloman (1899–1971), jugoslawischer Radrennfahrer
- Søviknes, Terje (* 1969), norwegischer Politiker der Fremskrittspartiet
- Sovine, Red (1918–1980), US-amerikanischer Country-Sänger
- Sovinsky, Michelle (* 1970), US-amerikanische Wirtschaftswissenschaftlerin

### Sovn
- Søvndal, Villy (* 1952), dänischer Politiker (SF), Mitglied des Folketing und MdEP

### Sovr
- Șovre, Octavian (* 1973), rumänischer Fußballschiedsrichterassistent

### Sovt
- Sovtić, Mina (* 1995), serbische Schauspielerin